# Yu Qiuli
Yu Qiuli (chinois : 余秋里 ; pinyin : Yú Qiūlǐ ; le 15 novembre 1914-3 février 1999) était vice premier ministre de Chine de 1975 à 1982 et a été membre du Politburo du parti communiste chinois. Yu Qiuli a également été Secrétaire général adjoint de la Commission militaire de la Chine et directeur du Département politique général de l'armée populaire de libération de 1982 à 1987.
Yu Qiuli a été nommé au grade de lieutenant général en 1955.